# Alphabeta
Az Alphabeta (héber nyelven: אלפא-ביתא) egy izraeli együttes.
A szélesebb közönség számára az 1978-as Eurovíziós Dalfesztivál megnyerésével váltak ismertté, ahol Izhar Cohen háttérénekesei voltak. A győztes dal címe A-Ba-Ni-Bi volt. Ez volt Izrael első győzelme a dalfesztivál történetében.
Az együttes tagjai Reuven Erez, Lisa Gold-Rubin, Nehama Shutan, Ester Tzuberi, és Itzhak Okev voltak.